# Miguel Lamoliatte
Miguel Lamoliatte Elissabide (Villarrica, ca, Chile, 13 de agosto de 1934-Temuco, Chile, 19 de mayo de 2005) fue un jinete chileno de origen francés. Fue un destacado jinete de rodeo chileno, ganó dos veces el Campeonato Nacional de Rodeo, en 1961 y 1966.

## Vida familiar
Su abuelo se trasladó a Chile a formar fortuna. Lo logró y su familia tenía muchos terrenos, dedicándose a la agricultura y ganadería. En 1939 su padre, Andrés Lamoliatte, decide hacer un viaje de placer con su señora e hijos para que conozcan Francia. En tierras europeas fueron sorprendidos por la Segunda Guerra Mundial. Don Andrés decide volver solo a Chile, por el peligro que puede significar para su familia una travesía en una mar infectado de barcos de guerra. Después logran llegar a Chile desde España, sin sufrir desgracias.

## Los rodeos
Su familia era de campo, por lo que se crio entre caballos y desde muy niño le gustaba montarlos y practicar rodeo. A los 14 años corre su primer rodeo oficial en Temuco, lo hace en caballos de su padre acollerado con el empleado del criadero Florentino Bastías. Miguel corre el "Toltén", pero no premian. Al final, cuando se corre la Serie de Señoritas, en la que solo pueden participar los patrones y se corre en honor de alguna de la señoritas presentes en la medialuna, Miguel se acollera con Leopoldo Marchant y corriendo la yegua "Carmen" ganan la serie. Así sus padres logran mantenerlo en el colegio participando en los rodeos de Temuco, Pitrufquén y Villarrica, siempre en los caballos del Criadero La Mañana.
Después corren los años y comienza a ganar muchos rodeos. 

### Los campeonatos
En 1961 llega al Champion de Chile después de ganar el rodeo de Monte Águila (en ese tiempo ganando un rodeo se clasificaba directamente al Campeonato Nacional de Rodeo). El campeonato se disputa en Maipú y va acompañado de Abelino Mora.
Al año siguiente siguieron corriendo con Abelino Mora y también llegaron al Champion de Chile que se corrió en Los Ángeles, llegaron hasta el segundo animal. En 1965 clasificaron al Campeonato Nacional que se corrió en San Fernando. Corrieron en la "Aceitaita" y la "Fecha" y llegaron hasta el cuarto animal.
En 1966 el Campeonato Nacional se disputó en Valdivia. Santiago Urrutia y Samuel Parot llegaron al cuarto animal con tres colleras. Lamoliatte con Mora solo tenían una, y salieron campeones de Chile por segunda vez. Al finalizar ese año, fue nombrado mejor deportista del rodeo por el Círculo de Periodistas Deportivos de Chile. El premio lo recibió en el Estadio Nacional de Chile.

### Las siguientes temporadas
En 1969 no corrió en el Champion de Chile, pero participa como jurado. Al año siguiente hizo collera con Víctor Moller y ganaron los rodeos de Vilcún, Traiguén, Mulchén y Victoria. Con la "Cureña" y "Flecha" participaron en el Campeonato Nacional que se realizó en Osorno.
En 1972, después de no haber disputado rodeos la temporada anterior debido a la Reforma Agraria, corrió la final de Chile con Héctor Santos. 
En las temporadas de los años 1970 ganó muchos rodeos, con diferentes colleras, pero no fue hasta 1984 y posteriormente en 1988 cuando vuelve a destacar en lo alto de los Campeonatos Nacionales al alcanzar los vicecampeonatos.

## Fallecimiento
Miguel Lamoliatte falleció en la mañana del 19 de mayo de 2005, luego de una prolongada enfermedad, en la Clínica Alemana de Temuco.

## Campeonatos nacionales
| Año  | Collera      | Caballos              | Puntaje | Asociación |
| ---- | ------------ | --------------------- | ------- | ---------- |
| 1961 | Abelino Mora | "Aceitaíta" y "Pluma" | 19      | Temuco     |
| 1966 | Abelino Mora | "Aceitata" y "Flecha" | 24      | Temuco     |

### Segundos campeonatos
- 1984: junto con Daniel Rey, montando a "Huaino" y "Rumbo" con 26+2 puntos.
- 1988: junto con Benjamín García Huidobro, montando a "Taponazo" y "Trago Largo" con 31 puntos.